# تفويض الوصول الحر
تفويض الوصول الحر هي سياسة تتبناها مؤسسة بحثية أو جهة تمويل أبحاث أو حكومة تستدعي من الباحثين (مثلاً، كلية جامعية أو متلقو المنحة البحثية أن يجعلوا المجلات الخاضعة لمراجعة الأقران ودوريات المؤتمرات ذات إمكانية الوصول الحر من خلال الأرشفة الذاتية للمسودات النهائية المُراجعة من الأقران في مركز وصول حر أو مستودع مؤسسي. ويمكن للمستخدمين المحتملين عبر الإنترنت الوصول الحر إلى مواد الوصول الحر. ويقوم سجل مستودعات الوصول الحر لسياسات الأرشفة الإلزامية (ROARMAP) القابل للبحث فيه الموجود بـجامعة ساوثهامبتون بفهرسة أوامر الوصول الحر المؤسسية والحكومية والخاصة بالممول (والكتاب المصدري للمعلومات العلمية للوصول الحر (OASIS) بالإضافة إلى موقع «تمكين العلم الحر»(EnablingOpenScholarship) ومخطط النتائج الفصلية).
وفي استطلاعات دولية وعبر التخصصات أجراها سوان (2005)، استجابت الغالبية العظمى من الباحثين بأنهم سيقومون بإجراء الأرشفة الذاتية طوعًا إذا منحتهم مؤسساتهم أو الممولون تفويضًا بذلك. وأكدت دراسات النتائج التي أجراها سيل (2006) على نتائج هذه الاستطلاعات. ويتتبع سجل مستودعات الوصول الحر (ROAR) التابع لجامعة ساوثهامبتون معدل زيادة المستودعات المؤسسية المفوضة وغير المفوضة بالوصول الحر على مستوى العالم.
صدر تفويض بالأرشفة الذاتية للوصول الحر من قِبل أكثر من 150 جامعة (وأجزاء من جامعات) على مستوى العالم (مثلاً، في الولايات المتحدة، جامعة هارفارد ومعهد ماساتشوستس للتقنية، وفي الاتحاد الأوروبي، كلية لندن الجامعية والمعهد الفدرالي للتكنولوجيا بزورخ)، بالإضافة إلى ما يزيد عن 50 ممولاً بحثيًا (بما في ذلك معاهد الصحة الوطنية الأمريكية (NIH) في أمريكا والمجالس البريطانية للبحوث (RCUK) والمجلس الأوروبي للبحث العلمي (ERC) في الاتحاد الأوروبي). وتم توفير إرشادات ونماذج سياسة التفويض من خلال دليل النسخ الإلكترونية التابع لمعهد المجتمع المفتوح وموقع «تمكين العلم الحر»  والكتاب المصدري للمعلومات العلمية للوصول الحر وأرشفة الوصول الحر.

## وصلات خارجية
- Open Access Overview by Peter Suber
- Registry of Open Access Repositories (ROAR)
- Good practices for university open-access policies, by Stuart Shieber and Peter Suber.